# بولزآی (کمیک)
بولزآی (به انگلیسی: Bullseye) با نام اصلی لِستر، یک شخصیت خیالی ابرشرور در کتاب‌های کامیک آمریکایی منتشر شده توسط مارول کامیکس است که توسط نویسنده مارو وولفمن و طراح جان رومیتا، پدر خلق شده‌است؛ و برای اولین بار در شمارهٔ ۱۳۱ مجموعه کمیک بی‌باک در مارس ۱۹۷۶ حضور پیدا کرد. او به عنوان یکی از بزرگترین دشمنان شخصیت دردویل، و همچنین پانیشر محسوب می‌شود. بزرگترین کار او علیه دردویل کشتن الکترا است.
اگرچه او دارای هیچ توانایی ابرانسانی نمی‌باشد، اما به خوبی با تمام نقاط حساس و آسیب‌پذیر بدن انسان آشناست و تقریباً قادر به استفاده از هر شیء به عنوان جسم پرتاب شونده به شکلی کشنده است. بولزآی سلاح‌هایی همچون تفنگ، چاقو، شلاق، شوریکن، سای و دارت با خود حمل می‌کند و قادر به تبدیل هر جسمی به سلاح مرگبار می‌باشد، حتی اجسام بی‌خطر مانند کارت‌های بازی، توپ گلف، گیره کاغذ یا مداد. او همچنین استاد هنرهای رزمی، ورزشکار و وزنه‌برداری در سطح المپیک است.
کالین فارل نقش شخصیت بولزآی را در فیلم بی‌باک (۲۰۰۳) ایفا کرده است. ویلسون بتل نیز در فصل سوم از مجموعه تلویزیونی اینترنتی نت‌فلیکس به نام دردویل به ایفای نقش این شخصیت پرداخته‌است.